# フェアプレー賞
フェアプレー賞（フェアプレーしょう）とは、スポーツを主催する団体などがフェアプレー（規則を守って競技を行うこと）を推奨するため、選手個人、チーム、フェアプレーに貢献した人物や団体を対象に設けている賞である。

## 国際サッカー連盟
国際サッカー連盟 (FIFA) は1970年以降のFIFAワールドカップにおいて授与する「FIFAフェアプレートロフィー」および1987年以降の世界中のサッカー競技を対象に授与する「FIFAフェアプレー賞」を設けている。FIFA傘下の各地域団体でも、それぞれフェアプレー賞を設けている。
日本のJリーグでもフェアプレー賞とフェアプレー個人賞が設けられており、フェアプレー賞のJ1クラブには高円宮杯が下賜されている。

## 国際フェアプレー委員会
国際フェアプレー委員会が国際連合教育科学文化機関（UNESCO; ユネスコ）の協力で「ユネスコ国際フェアプレー賞」(ピエール・ド・クーベルタン・フェアプレー・トロフィ) を設けている。各国のフェアプレー委員会やオリンピック委員会、スポーツジャーナリストなどの推薦により、プロ・アマ関係なくフェアプレーに貢献した人物や団体に贈られる。
日本に関係する表彰では以下のようなものがある。
- 1968年 - メキシコシティオリンピック・サッカー日本代表が受賞[1]。
- 2000年 - シドニーオリンピック・ソフトボール日本代表が「国際フェアプレー賞奨励賞」を受賞。
- 2001年 - 荻原健司が「国際フェアプレー賞功労部門栄誉賞」を受賞。
- 2002年 - 国際パラリンピック委員会 (IPC) の推薦により兵後正剛が「実行部門奨励賞」を受賞。
- 2022年 - 2020年東京オリンピックのスケートボード競技女子パーク決勝メンバー7人（四十住さくら、開心那、岡本碧優ら）が五輪フェアプレー賞を受賞[2]。

## 日本中央競馬会
日本中央競馬会 (JRA) の厩舎関係者表彰のひとつに「フェアプレー賞」があり、1980年度より表彰が行われている。年間に30勝以上（1983年度時点ではリーディング10位以内）し、制裁点数が10点以下だった騎手が対象である。東西別に表彰されるが、30勝して条件を満たせば所属は問われず、短期騎手免許で一時的に所属した騎手も過去に何人か受賞している。
地方競馬ではNARグランプリの賞のひとつにベストフェアプレイ賞という部門がある。

### 受賞者
2023年度の表彰が終わった時点でフェアプレー賞の歴代最多受賞者は藤田伸二の20回（表彰対象から除外された2006年をのぞく）であり、次点が村本善之・武豊の13回、第4位が河内洋と的場均の各12回となっている。

#### 関東
| 年度   | 受賞者 |
| ------ | --- |
| 1980年 | 増沢末夫、郷原洋行                                                                                               |
| 1981年 | なし |
| 1982年 | 郷原洋行 |
| 1983年 | 郷原洋行、柴田政人                                                                                               |
| 1984年 | 柴田政人 |
| 1985年 | 柴田政人、岡部幸雄、的場均                                                                                       |
| 1986年 | 岡部幸雄、柴田政人                                                                                               |
| 1987年 | 柴田政人、増沢末夫、的場均                                                                                       |
| 1988年 | 柴田政人、的場均、大崎昭一、田面木博公                                                                           |
| 1989年 | 柴田政人、菅原泰夫、郷原洋行、的場均、蛯名正義                                                                   |
| 1990年 | 大塚栄三郎、岡部幸雄、郷原洋行、坂井千明、菅原泰夫、中舘英二                                                     |
| 1991年 | 柴田政人、菅原泰夫、田面木博公、橋本広喜                                                                         |
| 1992年 | 大塚栄三郎、加藤和宏、的場均                                                                                     |
| 1993年 | 蛯名正義、岡部幸雄、柴田政人（特別模範騎手賞も受賞）、中舘英二、的場均                                           |
| 1994年 | 大崎昭一、小野次郎、岡部幸雄、加藤和宏、柴田政人、中舘英二、的場均                                               |
| 1995年 | 小野次郎、加藤和宏、柴田善臣、橋本広喜、的場均                                                                   |
| 1996年 | 青木芳之、岡部幸雄、加藤和宏、柴田善臣、的場均、吉田豊                                                           |
| 1997年 | 蛯名正義、大塚栄三郎、小野次郎、菊沢隆徳、木幡初広、中舘英二、的場均                                             |
| 1998年 | 江田照男、岡部幸雄、菊沢隆徳、的場均、横山典弘                                                                   |
| 1999年 | 大西直宏、菊澤隆徳、北村宏司、坂井千明、中舘英二、的場均、吉田豊                                                 |
| 2000年 | 大西直宏、岡部幸雄、小野次郎、菊沢隆徳、木幡初広（辞退）、柴田善臣、吉田豊                                       |
| 2001年 | 江田照男、大西直宏、勝浦正樹、吉田豊                                                                             |
| 2002年 | 岡部幸雄、勝浦正樹、菊沢隆徳、柴田善臣、田中勝春、中舘英二、オリビエ・ペリエ                                     |
| 2003年 | 大西直宏、小野次郎、木幡初広、二本柳壮、吉田豊                                                                   |
| 2004年 | 蛯名正義、岡部幸雄、木幡初広、横山典弘                                                                           |
| 2005年 | 木幡初広、柴田善臣、田中勝春                                                                                     |
| 2006年 | 勝浦正樹、中舘英二                                                                                               |
| 2007年 | 後藤浩輝、木幡初広、柴田善臣                                                                                     |
| 2008年 | 中舘英二、北村宏司、木幡初広、柴田善臣、的場勇人                                                                 |
| 2009年 | 勝浦正樹、木幡初広、中舘英二、横山典弘、吉田隼人                                                                 |
| 2010年 | 蛯名正義、勝浦正樹、柴田善臣                                                                                     |
| 2011年 | 内田博幸、勝浦正樹、松岡正海、柴田善臣                                                                           |
| 2012年 | 後藤浩輝、勝浦正樹、柴田善臣、蛯名正義、中舘英二                                                                 |
| 2013年 | 大野拓弥、石橋脩、戸崎圭太                                                                                       |
| 2014年 | 大野拓弥、柴山雄一、田辺裕信                                                                                     |
| 2015年 | 勝浦正樹 |
| 2016年 | 戸崎圭太（特別模範騎手賞、ベストフェアプレー賞も受賞）、石橋脩、大野拓弥、勝浦正樹、柴田善臣、柴山雄一、吉田隼人 |
| 2017年 | 石橋脩、蛯名正義、勝浦正樹、津村明秀、横山典弘、吉田隼人                                                         |
| 2018年 | 蛯名正義、田辺裕信、戸崎圭太                                                                                     |
| 2019年 | 大野拓弥、戸崎圭太、藤田菜七子                                                                                   |
| 2020年 | 石橋脩、大野拓弥、菅原明良、田辺裕信、津村明秀、戸崎圭太、藤田菜七子、丸山元気、横山和生、吉田隼人               |
| 2021年 | 石川裕紀人、内田博幸、田辺裕信、戸崎圭太、三浦皇成                                                               |
| 2022年 | 田辺裕信、永野猛蔵、横山典弘                                                                                     |
| 2023年 | 田辺裕信、丹内祐次                                                                                               |
| 2024年 | 田辺裕信、戸崎圭太                                                                                               |

#### 関西
| 年度   | 受賞者 |
| ------ | --- |
| 1980年 | 武邦彦、飯田明弘 |
| 1981年 | 村本善之 |
| 1982年 | なし |
| 1983年 | 田島良保、村本善之 |
| 1984年 | 村本善之、河内洋 |
| 1985年 | 田原成貴 |
| 1986年 | 河内洋、村本善之 |
| 1987年 | 河内洋、松永幹夫、村本善之                                                                                               |
| 1988年 | 田原成貴、村本善之、本田優、増井裕                                                                                       |
| 1989年 | 田島信行、村本善之、西浦勝一、加用正                                                                                     |
| 1990年 | 河内洋、田原成貴、西浦勝一、丸山勝秀、村本善之                                                                           |
| 1991年 | 河内洋、田島良保、丸山勝秀、村本善之                                                                                     |
| 1992年 | 石橋守、河内洋、小島貞博、佐藤哲三、田原成貴、西浦勝一、藤田伸二、松永幹夫、村本善之                                     |
| 1993年 | 河内洋、岸滋彦、武豊、田島信行、角田晃一、藤田伸二、松永幹夫、松本達也、村本善之                                         |
| 1994年 | 塩村克己、芹沢純一、藤田伸二、松永幹夫                                                                                   |
| 1995年 | 上村洋行、河内洋、佐藤哲三、武豊、田原成貴、西浦勝一、藤田伸二、南井克巳、村本善之                                       |
| 1996年 | 芹沢純一、田原成貴、角田晃一、橋本美純、本田優、南井克巳、幸英明、村本善之、安田康彦                                     |
| 1997年 | 河内洋（特別模範騎手賞も受賞）、芹沢純一、武幸四郎、武豊、角田晃一、土肥幸広、橋本美純、藤田伸二、古川吉洋、松永幹夫     |
| 1998年 | 河内洋、高橋亮、武幸四郎、太宰啓介、藤田伸二、松永幹夫、南井克巳、和田竜二、オリビエ・ペリエ                             |
| 1999年 | 熊沢重文、小林徹弥、佐藤哲三、四位洋文、高橋亮、武幸四郎、武豊、藤田伸二、本田優、松永幹夫、安田康彦                     |
| 2000年 | 池添謙一、河内洋、熊沢重文、小林徹弥、佐藤哲三、四位洋文、高橋亮、角田晃一、藤田伸二、松永幹夫、幸英明、ミルコ・デムーロ |
| 2001年 | 池添謙一、河内洋、熊沢重文、四位洋文、芹沢純一、高橋亮、武豊、角田晃一、藤田伸二、本田優、松永幹夫                       |
| 2002年 | 佐藤哲三、四位洋文、武幸四郎、武豊、藤田伸二                                                                             |
| 2003年 | 池添謙一、熊沢重文、四位洋文、柴原央明、藤田伸二、本田優                                                                 |
| 2004年 | 秋山真一郎、熊沢重文、長谷川浩大、藤田伸二（特別模範騎手賞も受賞）、松永幹夫、幸英明、和田竜二                           |
| 2005年 | 秋山真一郎、長谷川浩大、藤田伸二、本田優                                                                                 |
| 2006年 | 赤木高太郎、秋山真一郎、太宰啓介、長谷川浩大、藤田伸二（規定により除外）、クリストフ・ルメール                           |
| 2007年 | 四位洋文、長谷川浩大、藤田伸二                                                                                           |
| 2008年 | 佐藤哲三 |
| 2009年 | 熊沢重文、四位洋文、武豊、太宰啓介                                                                                       |
| 2010年 | 秋山真一郎、池添謙一、岩田康誠、高倉稜、武豊、太宰啓介、福永祐一、藤岡康太、藤岡佑介、藤田伸二（特別模範騎手賞も受賞）   |
| 2011年 | 高倉稜、四位洋文、秋山真一郎、藤田伸二、太宰啓介、小牧太、藤岡佑介、酒井学                                               |
| 2012年 | 藤田伸二、秋山真一郎、武豊、太宰啓介、北村友一、藤岡康太                                                                 |
| 2013年 | 藤田伸二（ベストフェアプレー賞も受賞）、古川吉洋、高倉稜、川田将雅、武豊                                                 |
| 2014年 | 藤田伸二（ベストフェアプレー賞も受賞）、酒井学、武幸四郎                                                                 |
| 2015年 | 四位洋文 |
| 2016年 | 川田将雅（特別模範騎手賞も受賞）、北村友一                                                                               |
| 2017年 | 秋山真一郎、坂井瑠星、藤岡康太、古川吉洋                                                                                 |
| 2018年 | 川田将雅、北村友一 |
| 2019年 | 藤岡康太、古川吉洋、幸英明                                                                                               |
| 2020年 | 岩田康誠、亀田温心、川田将雅、菱田裕二、藤岡佑介                                                                         |
| 2021年 | 川田将雅、坂井瑠星、武豊、松若風馬                                                                                       |
| 2022年 | 武豊、松若風馬 |
| 2023年 | 北村友一、武豊、藤岡佑介、松山弘平                                                                                       |
| 2024年 | 川田将雅、永島まなみ、菱田裕二、藤岡佑介                                                                                 |

#### 地方・海外
| 年度   | 受賞者                 |
| ------ | ---------------------- |
| 2015年 | クリスチャン・デムーロ |